# Jonathan Muia Ndiku
Jonathan Muia Ndiku (18 settembre 1991) è un siepista e mezzofondista keniota.

## Palmarès
| Anno | Manifestazione          | Sede       | Evento         | Risultato | Prestazione | Note                          |
| ---- | ----------------------- | ---------- | -------------- | --------- | ----------- | ----------------------------- |
| 2007 | Mondiali allievi        | Ostrava    | 2000 m siepi   | 4º        | 5'37"30     | Miglior prestazione personale |
| 2008 | Mondiali juniores       | Bydgoszcz  | 3000 m siepi   | Oro       | 8'17"28     | Miglior prestazione personale |
| 2009 | Africani juniores       | Bambous    | 3000 m siepi   | Oro       | 8'28"83     |                               |
| 2010 | Mondiali juniores       | Moncton    | 3000 m siepi   | Oro       | 8'23"48     |                               |
| 2013 | Mondiali di cross       | Bydgoszcz  | Corsa seniores | dnf       | dnf         |                               |
| 2014 | Giochi del Commonwealth | Glasgow    | 3000 m siepi   | Oro       | 8'10"44     |                               |
| 2014 | Africani                | Marrakech  | 3000 m siepi   | Argento   | 8'23"48     |                               |
| 2018 | Giochi del Commonwealth | Gold Coast | 10000 m piani  | 8º        | 27'56"24    |                               |

## Campionati nazionali
2008
- Argento ai campionati kenioti juniores, 3000 m siepi - 8'29"8

2009
- Oro ai campionati kenioti juniores, 3000 m siepi - 8'28"1

2010
- Argento ai campionati kenioti, 3000 m siepi - 8'19"25

2011
- 9º ai campionati kenioti, 3000 m siepi - 8'35"99

2014
- Argento ai campionati kenioti, 3000 m siepi - 8'21"4

## Altre competizioni internazionali[1]
2008
- Oro ai Commonwealth Youth Games ( Pune), 1500 m piani - 3'45"96

2011
- 6º all'Herculis ( Monaco), 3000 m siepi - 8'07"75
- 5º alla Weltklasse Zürich ( Zurigo), 3000 m siepi - 8'16"15
- Bronzo al Bauhaus-Galan ( Stoccolma), 3000 m siepi - 8'17"77
- 6º all'ISTAF Berlin ( Berlino), 3000 m siepi - 8'18"69
- 9º allo Shanghai Golden Grand Prix ( Shanghai), 3000 m siepi - 8'20"89

2012
- 8º al Meeting de Paris ( Parigi), 3000 m siepi - 8'17"88
- 9º al Doha Diamond League ( Doha), 3000 m siepi - 8'20"96

2013
- 5º al Meeting international Mohammed VI d'athlétisme de Rabat ( Rabat), 3000 m siepi - 8'18"78

2014
- 10º allo Shanghai Golden Grand Prix ( Shanghai), 5000 m piani - 13'12"94
- Bronzo all'Athletissima ( Losanna), 3000 m siepi - 8'12"95

2015
- 4º allo Shanghai Golden Grand Prix ( Shanghai), 3000 m siepi - 8'15"54
- 6º al Prefontaine Classic ( Eugene), 3000 m siepi - 8'18"38
- 8º ai Bislett Games ( Oslo), 3000 m siepi - 8'25"80
- 9º alla Weltklasse Zürich ( Zurigo), 3000 m siepi - 8'26"84
- Bronzo al Northern Ireland International Cross Country ( Antrim) - 32'25"

2017
- 11º al Meeting de Paris ( Parigi), 3000 m piani - 7'44"33